# Pleurothallis stictophylla
Pleurothallis stictophylla är en orkidéart som beskrevs av Rudolf Schlechter. Pleurothallis stictophylla ingår i släktet Pleurothallis och familjen orkidéer. Inga underarter finns listade i Catalogue of Life.